# Batory (schip, 1936)
De Batory was een grote oceaanlijner die in 1936 op scheepswerf Cantieri Riuniti del Adriatico in Triëst-Monfalcone werd gebouwd voor de Poolse handelsvloot. De Batory was vernoemd naar Stefan Batory, koning van Polen in de 16de eeuw. Zij werd gebruikt voor de lijn Gdynia - New York.

## Voor de oorlog
De Batory maakte zijn eerste overtocht naar New York in 1936. Er waren 266 passagiers en 306 bemanningsleden aan boord. Na zeven dagen en zeventien uren varen kwam het begin juni aan, en vierde het bereiken van de bestemming door een urn met water uit de Oostzee in de Oceaan leeg te gooien, gevolgd door een ring, gemaakt van barnsteen uit Gdynia. Enkele dagen later kwam de Queen Mary aan, die eveneens zijn eerste tocht maakte.
De eerste reis ging van Gdynia via Kopenhagen naar New York en begon op 18 mei 1936. Er konden in de eerste klasse 76 passagiers mee en 740 passagiers in de toeristenklasse. Binnen drie jaren vervoerde het 30.000 passagiers.

## De oorlogsjaren
Toen de Tweede Wereldoorlog uitbrak, werd het schip onder meer als hospitaalschip en troepentransportschip ingezet.

### 1940
In april werd de Batory gebruikt voor transport van geallieerde troepen naar Harstad in Noorwegen. In mei/juni 1940 werd de Batory bij Duinkerke ingezet om 2500 man te evacueren (Operatie Dynamo), en later zelfs 6000 man. Op 4 juli 1940 maakte het een zwaar bewaakte overtocht van Greenock naar Halifax. Aan boord waren Britse goudreserves en Poolse kunstschatten, afkomstig uit het Koninklijke Kasteel van Wawel in Krakau. Toen de Batory terug was, werden troepen in een konvooi van zeventien schepen naar Singapore gebracht en 700 Britse kinderen naar Sydney, Australië. Op 3 november ging de Batory vanuit Nieuw-Zeeland met troepen terug naar Europa.

### 1941
De Batory bleef de hele zomer bij de Azoren in afwachting van bevel om de eilanden in te nemen, maar de missie werd geannuleerd. Op 15 augustus 1941 vertrok het konvooi, en voer terug naar de Clyde.

### 1942
Op terugtocht namen zij o.a. Louis d'Aulnis en Kees Droogleever Fortuyn mee naar Glasgow. De Batory werd geëscorteerd door drie marineschepen, en had veel artillerie aan boord. Er werd herhaaldelijk geoefend met sloepen, die permanent buiten boord hingen, in iedere sloep konden 80 passagiers. Ondereweg raakte de Batory in de mist uit koers en voer bijna tegen Ierland aan. Een visser wees met zwaaiende armen aan dat ze meer naar rechts moeten varen. Op 4 januari 1942 kwam de Batory in Glasgow aan. In november 1942 was de Batory betrokken bij Operatie Torch in Oran, Algiers. Daarna heeft de Batory tot het einde van de oorlog nog veel troepen vervoerd.

## Na de oorlog
In 1946 kwam de Batory weer terug in Polen. In mei 1947 werd het "het vlaggenschip van de Polskie Linie Oceaniczne (PLO)" en voer weer uit naar New York. Op deze route bleef het actief tot 1951, toen de haven van New York de toegang weigerde omdat de Batory van achter het IJzeren Gordijn kwam.
De Batory werd verbouwd om een nieuwe route te gaan varen: Gdynia - Southampton - Suezkanaal - Bombay - Karachi. Op die route deed het zes jaren dienst, waarna die lijn door een ander schip werd overgenomen totdat de Suezcrisis ook aan deze route een einde maakte.
De Batory kreeg weer een nieuwe route: Gdynia - Kopenhagen - Southampton - Montréal. De laatste reis begon op 29 mei 1969 en ging van Londen naar Gdynia. Het werd een museum, hotel en restaurant maar dat bleek niet winstgevend. Daarna werd het verkocht aan een werf in Hongkong om gesloopt te worden.